# Poverty Row
Poverty Row (Linha de Pobreza, em língua portuguesa) era uma gíria usada em Hollywood desde a década de 1920 até meados da década de 1950, para se referir a uma variedade de pequenos (e principalmente de curta duração) estúdios produtores de filme B. Enquanto muitos deles estavam em (ou perto) do que hoje é a Gower Street, em Hollywood, o termo não se refere necessariamente a qualquer local físico específico, mas é um termo figurativo geral que engloba todos os filmes de baixo orçamento produzido por estes estúdios de menor nível.

## Filmes-B
Os filmes da Poverty Row, muitos deles Westerns (incluindo séries e seriados como Billy The Kid, estrelado por Buster Crabbe da Producers Releasing Corporation, ou séries de comédia e aventura, tais como The Bowery Boys (da Monogram Pictures) e sobre detetives, como The Shadow, eram geralmente caracterizados por baixos orçamentos e estrelas de ranking inferiores ou desconhecidos, e valores de produção global que involuntariamente traíam a pressa e a economia com o qual eles estavam sendo feitos.

## Estúdios
Enquanto alguns estúdios do Poverty Row começaram e acabaram rapidamente depois de alguns lançamentos, outros operaram mais ou menos nas mesmas condições — em diferentes escalas — que grandes estúdios cinematográficos como MGM, Warner Bros. e Paramount Pictures.
As mais bem sucedidas e longevas dessas empresas de nível inferior mantiveram lotes permanentes (e muitos fatores que dedicados espectadores freqüentemente poderiam reconhecer de filme para filme), tinham ambos, elenco e profissionais técnicos em contrato de longo prazo e apresentavam uma produção mais variada do que as empresas menores.

## Principais estúdios

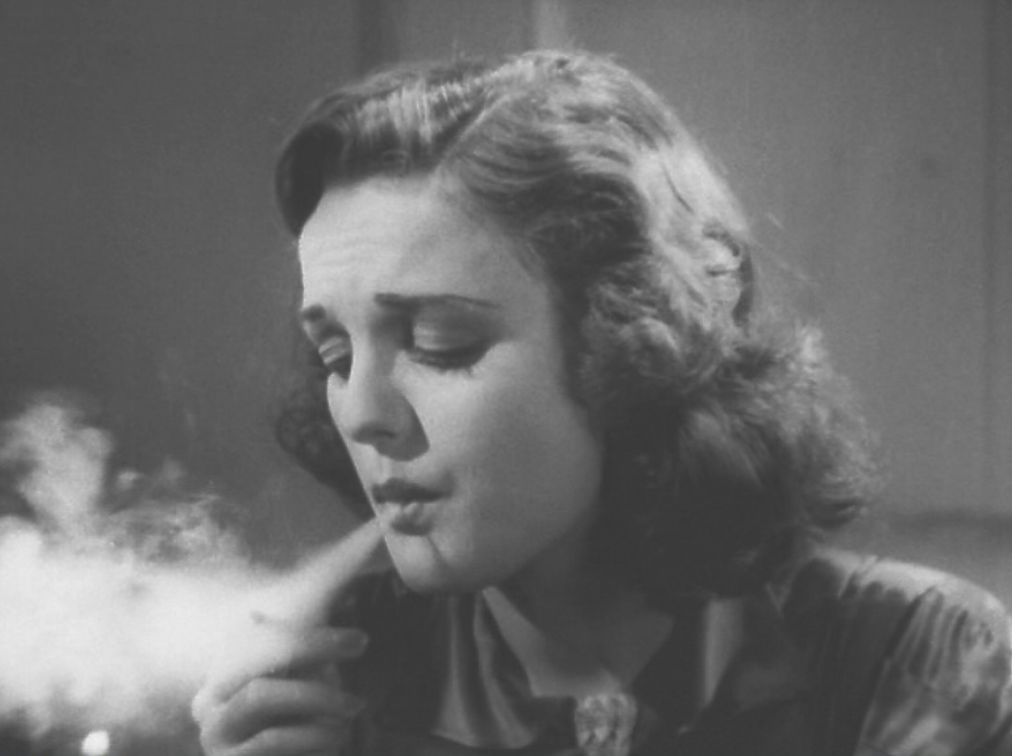
Dorothy Short no papel de Mary Lane em uma cena do filme Reefer Madness, de 1936, um exemplo de filme Exploitation, cinema apelativo produzido como opção alternativa dos pequenos estúdios, no caso a George A. Hirliman Productions, responsável por 15 filmes entre 1936 e 1938.

- De 1919  até a sua reorganização em 1924, a CBC Productions, Harry Cohn (mais tarde Columbia Pictures) foi considerada entre os estúdios Poverty Row.
- Tiffany Pictures operou entre 1921 e 1932 em ambas as funções, produção (cerca de 90 filmes) e distribuição.
- Mascot Pictures foi criada em 1927 por Nat Levine, e passou a fazer parte da Republic Pictures em 1935.
- Larry Darmour Productions atuou de 1927 à década de 1930, principalmente pela popularidade da série Mickey McGuire, curta-metragens estreladas por Mickey Rooney. Damour também foi principal produtor do Majestic Pictures até 1935.
- Monogram Pictures  foi criada em 1931 pela fusão da Sono Art-World Wide Pictures com a Rayart de W. Ray Johnston. Após a fusão de 1935 da Monogram dentro da Republic Pictures, Johnston tornou a Monogram independente novamente,[4]  e nas décadas seguintes produziu musicais colegiais estrelando bandas de swing popular para versões de clássicos como Oliver Twist, além dos filmes finais de Kay Francis. A Monogram evoluiu, em relativamente boas condições financeiras, para a Allied Artists Pictures Corporation em 1953.
- Republic Pictures foi organizada em 1935 quando Herbert J. Yates juntou 6 outras companhias da Poverty Row, a Monogram, Mascot, Liberty, Majestic Pictures, Chesterfield e Invincible formando a Consolidated Film Laboratories. A Republic começou lançando seriados curtos e Westerns com Gene Autry[4] nos anos 1930 até conquistar o sucesso do superstar John Wayne e embarcar em projetos mais ambiciosos, tais como o sucesso de Wayne em 1953, The Quiet Man.
- Grand National Films Inc. foi organizada em 1936 com alguns talentos significativos, como (James Cagney e o diretor Charles Lamont), mas não poderia sobreviver sem seu próprio canal de distribuição. Ele rapidamente dobrou em 1939 e lançou cerca de 100 filmes no total.
- Producers Releasing Corporation surgiu em 1939 e durou até 1946, quando absorvida pela Eagle-Lion Films. A PRC apresentou uma saída constante de filmes de faroeste, seriados, filmes de gângster, com ocasionais pontos mais elevados, tais como Detour, em 1945, de Edgar G. Ulmer, e em 1944 Minstrel Man, nomeado para dois Oscar.

### Estúdios de nível inferior
Os pequenos estúdios, incluindo a Tiffany Pictures, a Victory de Sam Katzman, a Mascot Pictures Corporation e a Chesterfield Motion Pictures Corporation muitas vezes lançavam filmes de produtores independentes, filmes britânicos ou filmes de exploração, tais como Hitler, Beast of Berlin, para complementar sua própria capacidade de produção limitada. Às vezes os mesmos produtores começavam um novo estúdio, quando o antigo falhava, como a Reliable Pictures e a Metropolitan Pictures, de  Harry S. Webb e Bernard B. Ray.
Algumas organizações, tais como a Astor Pictures e Realart Pictures começaram pela obtenção do direito de relançamento de filmes mais velhos de outros estúdios, antes de produzir seus próprios filmes.

## Declínio
A separação do sistema de estúdio e sua rede de distribuição restritiva, que deixou as casas cinematográficas ávidas pelo filme independente dos estúdios da linha de pobreza, seguindo o caso de 1948 Estados Unidos v. Paramount Pictures, Inc, assim como o advento da televisão estão entre os fatores que levaram ao declínio e ao desaparecimento dos Poverty Row em Hollywood.
O caso de 1948 Estados Unidos v. Paramount Pictures, Inc. (ou Hollywood Antitrust Case of 1948, ou Paramount Case, ou Paramount Decision,  ou the Paramount Decree) foi um caso antitruste histórico no Supremo Tribunal dos Estados Unidos, que decidiu o destino de os estúdios de cinema possuirem seus próprios cinemas e direitos de exclusividade dentro do qual os cinemas mostrariam seus filmes. Também mudaria a maneira dos filmes de Hollywood serem produzidos, distribuídos, e exibidos. O Tribunal entendeu neste caso que o regime de distribuição existente era uma violação das leis antitruste dos Estados Unidos, que proíbem certas medidas de tratamento exclusivo.

## Comparação entre os estúdios
Os cinco maiores
- Metro-Goldwyn-Mayer
- Paramount Pictures
- 20th Century Fox
- Warner Bros.
- RKO Pictures

Os pequenos três maiores
- United Artists
- Columbia Pictures
- Universal Studios

Poverty Row
- Grand National [6]
- Republic Pictures
- Monogram Pictures
- Producers Releasing Corporation[7]
- Diversion Pictures[1][8]
- Cresent Pictures[1]
- Allied Artists Pictures Corporation[9]
- Willis Kent Production[1] [10]
- J.D. Kendis[1][11]
- Mirisch Company[9]
- Astor Pictures[5]
- Realart Pictures[12]
- Tiffany Pictures[13]
- Victory Pictures Corporation
- Mascot Pictures Corporation
- Chesterfield Motion Pictures Corporation[14]
- Larry Darmour Productions[15]
- Liberty
- Majestic Pictures[16][17]
- Invincible Pictures Corporation[18]
- Reliable Pictures[19]
- Metropolitan Pictures[20]
- Beacon Pictures
- Ben Wilson Productions